# Selmer Jackson
Selmer Adolf Jackson (Lake Mills, Iowa, 7 de mayo de 1888 - Burbank, California, 30 de marzo de 1971) fue un actor de cine y televisión estadounidense. Apareció en cerca de 400 películas, entre 1921 y 1963. Su nombre a veces se deletrea Selmar Jackson.
Jackson aprendió los principios y rudimentos del teatro trabajando como actor aficionado en grupos tales como Des Moines Stock Company. Su debut en la gran pantalla fue en la película muda La pasión suprema (1921).
El 30 de marzo de 1971, Jackson murió de un ataque al corazón en Burbank, California, a la edad de 82 años.

## Filmografía
- The Supreme Passion (1921) - pretendiente de Clara
- Thru Different Eyes (1929) - King (abogado defensor)
- Why Bring That Up? (1929) - Eddie
- Lovin' the Ladies (1930) - George Van Horne
- Brothers (1930) - Ayudante del fiscal de distrito (no acreditado)
- Madonna of the Streets (1930) - Socio de Kingsley (no acreditado)
- Dirigible (1931) - Teniente Rowland (no acreditado)
- Subway Express (1931) - Mason
- The Secret Call (1931) - Matt Stanton
- Left Over Ladies (1931) - Churchill
- The Big Timer (1932) - Jim Colton (no acreditado)
- Play Girl (1932) - Anunciante en las carreras de caballos (no acreditado)
- Shopworn (1932) - Murray - Jefe de camareros (no acreditado)
- The Mouthpiece (1932) - Funcionario de la prisión  (no acreditado)
- The Strange Love of Molly Louvain (1932) - Detective Charlie (no acreditado)
- Winner Take All (1932) - Anunciante en el ring (no acreditado)
- Doctor X (1932) - Willard Keefe - Jefe de redacción del World Night (no acreditado)
- Two Against the World (1932) - Comentarista en la radio (no acreditado)
- Big City Blues (1932) - Joe (no acreditado)
- Three on a Match (1932) - Anunciante en la radio (voz, no acreditado)
- You Said a Mouthful (1932) - Jones, abogado (no acreditado)
- Luxury Liner (1933) - Señor mayor (no acreditado)
- Forgotten (1933) - Hans Strauss
- The Little Giant (1933) - Anunciante en la radio (voz, no acreditado)
- The Working Man (1933) - Hombre de Hartland Co. (no acreditado)
- Picture Snatcher (1933) - Joe Chase - Record Editor (no acreditado)
- Brief Moment (1933) - Conover (no acreditado)
- Police Car 17 (1933) - Agente en la centralita de la policía (no acreditado)
- After Tonight (1933) - Oficial del servicio de inteligencia (no acreditado)
- Blood Money (1933) - Hombre en la oficina del fiscal de distrito (no acreditado)
- Hell and High Water (1933) - Teniente Saunders (no acreditado)
- Let's Fall in Love (1933) - Barton (no acreditado)
- I've Got Your Number (1934) - Joe, gánster
- Sisters Under the Skin (1934) - Mullen
- Stand Up and Cheer! (1934) - Corresponsal en la Casa Blanca (no acreditado)
- The Witching Hour (1934) - Henry Walthall (no acreditado)
- Sadie McKee (1934) - Vendedor en Tiffany's (no acreditado)
- Fog Over Frisco (1934) - Anunciador en la radio (no acreditado)
- Most Precious Thing in Life (1934) - Anunciador en el partido (no acreditado)
- Now I'll Tell (1934) - Decker (no acreditado)
- The Defense Rests (1934) - Duffy
- Blind Date (1934) - George E. Martin (no acreditado)
- The Richest Girl in the World (1934) - Dr. Harvey (no acreditado)
- 6 Day Bike Rider (1934) - Anunciador (no acreditado)
- I'll Fix It (1934) - Crawley (no acreditado)
- Jealousy (1934) - Anunciador en la radio (no acreditado)
- Murder in the Clouds (1934) - Anunciador en la radio (voz, no acreditado)
- Bright Eyes (1934) - Abogado de Ned (no acreditado)
- The Secret Bride (1934) - Abogado de Vincent (no acreditado)
- The Best Man Wins (1935) - O'Neill (no acreditado)
- Red Hot Tires (1935) - Fiscal de distrito Charles M. Yaghem (no acreditado)
- Devil Dogs of the Air (1935) - Medical Officer (no acreditado)
- Carnival (1935) - Baby Judge (no acreditado)
- The Great Hotel Murder (1935) - Vendedor de billetes de ferrocarril (no acreditado)
- Living on Velvet (1935) - Capitán en el aeródromo (no acreditado)
- Traveling Saleslady (1935) - J. C. Scoville
- $10 Raise (1935) - Agente inmobiliario (no acreditado)
- Let 'Em Have It (1935) - Bertillion Instructor (no acreditado)
- Public Hero No. 1 (1935) - Simpson, miembro de la junta de libertad condicional (no acreditado)
- In Caliente (1935) - Artista gráfico (no acreditado)
- Chinatown Squad (1935) - Detective (no acreditado)
- Alibi Ike (1935) - Anunciador en la radio #2 (no acreditado)
- Front Page Woman (1935) - Joe Davis
- The Murder Man (1935) - Teniente White, experto en balística (no acreditado)
- Don't Bet on Blondes (1935) - Hombre que apuesta $30,000 (no acreditado)
- Broadway Gondolier (1935) - Director de programa (no acreditado)
- Page Miss Glory (1935) - Anunciante en la radio (no acreditado)
- Red Salute (1935) - Oficial del ejército #2
- Navy Wife (1935) - Doctor (no acreditado)
- She Married Her Boss (1935) - Andrews (no acreditado)
- The Public Menace (1935) - Chief Steward (no acreditado)
- This Is the Life (1935) - Mr. Walters (no acreditado)
- Shipmates Forever (1935) - Comandante Gibbs (no acreditado)
- Grand Exit (1935) - Fiscal de distrito Cope
- A Night at the Opera (1935) - Committeeman (no acreditado)
- Paddy O'Day (1936) - Oficial a bordo (no acreditado)
- Next Time We Love (1936) - Dr. Campbell (no acreditado)
- It Had to Happen (1936) - papel secundario (no acreditado)
- The Bridge of Sighs (1936) - Abogado defensor Alan Adams
- The Great Ziegfeld (1936) - Cliente en la barbería (no acreditado)
- The Singing Kid (1936) - J. A. Hanson, director de la delegación de Hacienda  (no acreditado)
- Show Boat (1936) - Conserje de hotel (no acreditado)
- Educating Father (1936) - Prof. Howard (no acreditado)
- The Golden Arrow (1936) - Lorimer (no acreditado)
- Revolt of the Zombies (1936) - Policía (no acreditado)
- Little Miss Nobody (1936) - Juez Gibson (no acreditado)
- Parole! (1936) - Earl Bigbee
- Easy Money (1936) - Mr. Harrison
- Public Enemy's Wife (1936) - Duffield
- The Bride Walks Out (1936) - Mr. Barrows, International Steel (no acreditado)
- Charlie Chan at the Race Track (1936) - J. L. Lansing, secretario en el hipódromo (no acreditado)
- Postal Inspector (1936) - Inspector de correos (no acreditado)
- Sing, Baby, Sing (1936) - City Editor (no acreditado)
- My Man Godfrey (1936) - Blake, hombre de mundo (no acreditado)
- Libeled Lady (1936) - Adams, editor del Washington Chronicle (no acreditado)
- Magnificent Brute (1936) - Dr. Coleman
- Ace Drummond (1936, Serial) - William Meredith Sr. (no acreditado)
- Robinson Crusoe of Clipper Island (1936) - Mr. Canfield
- The Accusing Finger (1936) - Forense (no acreditado)
- Wanted! Jane Turner (1936) - Ferris, inspector de correos (no acreditado)
- Charlie Chan at the Opera (1936) - Hudson - Wire-Photo Technician (no acreditado)
- Stowaway (1936) - Abogado de Randall en Reno (no acreditado)
- Three Smart Girls (1936) - Hamilton (no acreditado)
- Jungle Jim (1937, serial) - Abogado Tyler [Ch.1]
- Man of the People (1937) - Gobernador (no acreditado)
- Girl Overboard (1937) - Capt. Hartman (no acreditado)
- Breezing Home (1937) - Steward (no acreditado)
- Two Wise Maids (1937) - Dr. MacIntyre
- A Family Affair (1937) - Hoyt Wells
- Behind the Headlines (1937) - J. H. Scott, FBI (no acreditado)
- Charlie Chan at the Olympics (1937) - Comandante de la Armada (no acreditado)
- The Man in Blue (1937) - Fiscal de distrito
- The Case of the Stuttering Bishop (1937) - Victor Stockton
- The 13th Man (1937) - Andrew Baldwin
- Between Two Women (1937) - Dr. Shanklin (no acreditado)
- Meet the Boyfriend (1937) - Madison
- Reported Missing (1937) - C. J. Fleming, FBI (no acreditado)
- The Man Who Cried Wolf (1937) - Abogado defensor (no acreditado)
- My Dear Miss Aldrich (1937) - Capitán (escenas eliminadas)
- Hot Water (1937) - Maxwell
- The Wrong Road (1937) - Juez
- The Westland Case (1937) - El alcaide
- West of Shanghai (1937) - Harry Hemingway (no acreditado)
- Federal Bullets (1937) - Harker
- Manhattan Merry-Go-Round (1937) - J. Henry Thorne (no acreditado)
- The Duke Comes Back (1937) - Jim Watson
- You're Only Young Once (1937) - Hoyt Wells
- Smashing the Vice Trust (1937) - Fiscal de distrito
- Wise Girl (1937) - Abogado de Barton #2 (no acreditado)
- Midnight Intruder (1938) - Juez Hammond
- Mad About Music (1938) - Reportero (no acreditado)
- Prison Nurse (1938) - Parker
- Arson Gang Busters (1938) - Comisionado Benton
- Alexander's Ragtime Band (1938) - Manager Radio Station
- Crime Ring (1938) - Ernie - Abogado (no acreditado)
- Little Tough Guy (1938) - Juez #3 (no acreditado)
- The Chaser (1938) - Segundo juez (no acreditado)
- Gateway (1938) - Inspector (no acreditado)
- The Missing Guest (1938) - Frank Baldrich
- Personal Secretary (1938) - Blackmere (abogado defensor)
- Secrets of an Actress (1938) - Thompson
- Too Hot to Handle (1938) - Capitán de los guardacostas (no acreditado)
- Garden of the Moon (1938) - Doctor (no acreditado)
- Down in 'Arkansaw' (1938) - Edwards
- Flight to Fame (1938) - Jules Peabody
- Gangster's Boy (1938) - Juez Roger Davis
- The Law West of Tombstone (1938) - Juez de Nueva York (no acreditado)
- Secrets of a Nurse (1938) - Ayudante del fiscal de distrito (no acreditado)
- Gambling Ship (1938) - Steve Riley
- Pacific Liner (1939) - Médico del puerto de San Francisco (no acreditado)
- Stand Up and Fight (1939) - Whittingham P. Talbot (escenas eliminadas)
- Off the Record (1939) - Det. Mendall
- Wings of the Navy (1939) - Médico #1 (no acreditado)
- Society Lawyer (1939) - Fiscal de distrito (no acreditado)
- Mr. Moto in Danger Island (1939) - Doctor (no acreditado)
- Undercover Agent (1939) - John Graham
- Confessions of a Nazi Spy (1939) - aduanero (no acreditado)
- Union Pacific (1939) - Jerome (no acreditado)
- Outside These Walls (1939) - John Wilson
- Sorority House (1939) - Mr. Grant
- Inside Information (1939) - Alfred Huxley
- 6,000 Enemies (1939) - Juez (no acreditado)
- Naughty but Nice (1939) - Abogado del demandante (no acreditado)
- Five Came Back (1939) - Airline Official (no acreditado)
- The Forgotten Woman (1939) - Hombre (no acreditado)
- Each Dawn I Die (1939) - Editor Patterson (no acreditado)
- The Under-Pup (1939) - Abogado (no acreditado)
- The Star Maker (1939) - Doctor
- Calling All Marines (1939) - Coronel C. B. Vincent
- Espionage Agent (1939) - Instructor (no acreditado)
- The Escape (1939) - Mr. Henley (no acreditado)
- Scandal Sheet (1939) - Douglas Haynes
- On Dress Parade (1939) - Capt. Evans Dover
- 20,000 Men a Year (1939) - C.A.A. Official (no acreditado)
- Blondie Brings Up Baby (1939) - Tom Malcolm (no acreditado)
- Missing Evidence (1939) - Mánager (no acreditado)
- Reno (1939) - Disbarment Lawyer (no acreditado)
- Two Thoroughbreds (1939) - Bill Conway
- Private Detective (1939) - Simmy Sanger
- The Honeymoon's Over (1939) - Madden (no acreditado)
- South of the Border (1939) - Cónsul estadounidense
- Swanee River (1939) - Forense del ejército (no acreditado)
- Invisible Stripes (1939) - Teniente de policía (no acreditado)
- The Green Hornet (1940, Serial) - Fiscal de distrito [caps. 4, 10]
- The Man Who Wouldn't Talk (1940) - James Sawyer (no acreditado)
- Abe Lincoln in Illinois (1940) - Ayudante de Stephen Douglas (no acreditado)
- The Grapes of Wrath (1940) - Inspection Officer
- The Man from Dakota (1940) - Cirujano (no acreditado)
- Honeymoon Deferred (1940) - Frederick Johnson (no acreditado)
- Teddy, the Rough Rider (1940, cortometraje) - John W. Riggs, miembro del gabinete (no acreditado)
- The Marines Fly High (1940) - Medical Officer (no acreditado)
- Johnny Apollo (1940) - Alcaide
- Son of the Navy (1940) - Capt. Parker
- Forty Little Mothers (1940) - Detective del departamento de Personas Desaparecidas (no acreditado)
- If I Had My Way (1940) - Mr. Melville (no acreditado)
- On Their Own (1940)
- Murder in the Air (1940) - Capt. Riddell, médico en el hospital de la Marina (no acreditado)
- Florian (1940) - Desk Sergeant (no acreditado)
- Babies for Sale (1940) - Arthur Kingsley
- Wagons Westward (1940) - Mayor Marlowe
- Queen of the Mob (1940) - Frederick Smith (no acreditado)
- Sailor's Lady (1940) - Executive Officer
- Millionaires in Prison (1940) - Dr. Harry Lindsay
- Military Academy (1940) - Mr. Blake (no acreditado)
- Brigham Young (1940) - Caleb Kent
- Men Against the Sky (1940) - Capt. Sanders
- Hired Wife (1940) - Hudson (no acreditado)
- Public Deb No. 1 (1940) - Abogado (no acreditado)
- No Time for Comedy (1940) - First-Nighter (no acreditado)
- I'm Still Alive (1940) - Baxter (no acreditado)
- City for Conquest (1940) - Doctor
- Glamour for Sale (1940) - Jefe de policía Thomas (no acreditado)
- The Ape (1940) - Dr. McNulty
- Girls Under 21 (1940) - Juez Frank P. Wallace (no acreditado)
- Gallant Sons (1940) - Henry, jugador (no acreditado)
- Lady with Red Hair (1940) - Henry DeMille
- Santa Fe Trail (1940) - Oficial que lee los nombres de los graduados (no acreditado)
- Bowery Boy (1940) - Dr. Crane
- Buck Privates (1941) - Capt. Johnson (no acreditado)[6]
- Back Street (1941) - Arthur (no acreditado)
- Nice Girl? (1941) - General (no acreditado)
- Meet John Doe (1941) - Anunciante radiofónico en la convención (no acreditado)
- The Man Who Lost Himself (1941) - Mr. Green
- She Knew All the Answers (1941) - Broker
- Love Crazy (1941) - Doctor en el apartamento de Susan (no acreditado)
- Tight Shoes (1941) - Larry, fiscal de distrito
- Paper Bullets (1941) - Fiscal de distrito
- Blossoms in the Dust (1941) - Senador de Texas (no acreditado)
- Sergeant York (1941) - General Duncan (no acreditado)
- The Shepherd of the Hills (1941) - Doctor (no acreditado)
- Three Sons o' Guns (1941) - Miembro de la junta de reclutamiento (no acreditado)
- Here Comes Mr. Jordan (1941) - Miembro de la junta (no acreditado)
- International Squadron (1941) - Saunders
- Parachute Battalion (1941) - Thomas Morse
- Dr. Kildare's Wedding Day (1941) - Dr. Whitney (no acreditado)
- Navy Blues (1941) - Capt. Willard (no acreditado)
- It Started with Eve (1941) - Henry, huésped del hotel (no acreditado)
- International Lady (1941) - Coronel (no acreditado)
- The Devil Pays Off (1941) - Almirante Curtiss (no acreditado)
- They Died with Their Boots On (1941) - Capt. McCook (no acreditado)
- Road to Happiness (1941) - Sam Rankin
- Remember the Day (1941) - Graham
- Dick Tracy vs. Crime, Inc. (1941, serial) - Oficial del ejército (no acreditado)
- A Date with the Falcon (1942) - Mr. Wallis (no acreditado)
- The Power of God (1942) - El pastor
- Dr. Kildare's Victory (1942) - Mr. Jackson (no acreditado)
- Frisco Lil (1942) - McIntyre
- Joe Smith, American (1942) - Médico en el hospital (no acreditado)
- Sing Your Worries Away (1942) - Productor (no acreditado)
- Secret Agent of Japan (1942) - Capitán de la armada
- True to the Army (1942) - Congresista
- The Strange Case of Doctor Rx (1942) - Juez (no acreditado)
- Saboteur (1942) - Jefe del FBI (no acreditado)
- Romance on the Range (1942) - Harrison (no acreditado)
- Meet the Stewarts (1942) - Miembro del club (no acreditado)
- My Favorite Spy (1942) - Ministro en la boda (no acreditado)
- The Falcon Takes Over (1942) - Laird Burnett (no acreditado)
- Miss Annie Rooney (1942) - Mr. Thomas
- Ten Gentlemen from West Point (1942) - Sersen
- Powder Town (1942) - Mr. Tuttle (no acreditado)
- Thru Different Eyes (1942) - Capellán
- Cairo (1942) - Capitán del USS Hiawatha (no acreditado)
- The Secret Code (1942, Serial) - Mayor Henry Barton
- Get Hep to Love (1942) - George Arnold, de la aseguradora (no acreditado)
- Thunder Birds (1942) - papel secundario
- Madame Spy (1942) - Harrison K. Woods
- When Johnny Comes Marching Home (1942) - Mayor Donaldson (no acreditado)
- Margin for Error (1943) - Forense (no acreditado)
- You Can't Beat the Law (1943) - Mr. Bedford
- It Ain't Hay (1943) - Grant
- Harrigan's Kid (1943) - Mr. Ranley
- The Falcon in Danger (1943) - Airport Official (no acreditado)
- Honeymoon Lodge (1943) - Abogado de Carol (no acreditado)
- Someone to Remember (1943) - Mr. Freeman (no acreditado)
- Adventures of the Flying Cadets (1943, serial) - Prof. Mason [caps. 11-13]
- Guadalcanal Diary (1943) - Coronel Thompson (no acreditado)
- Around the World (1943) - Cónsul (no acreditado)
- What a Woman! (1943) - Bruce (no acreditado)
- The Fighting Sullivans (1944) - Damage Control Officer (no acreditado)
- Hey, Rookie (1944) - Coronel Robbins
- Stars on Parade (1944) - J. L. Carson
- A Night of Adventure (1944) - Washington D. C. Official (no acreditado)
- Roger Touhy, Gangster (1944) - Principal Keeper (no acreditado)
- Marine Raiders (1944) - Coronel en Guadalcanal (no acreditado)
- Wing and a Prayer (1944) - Almirante (no acreditado)
- The Big Noise (1944) - Mr. Manning of the Patent Office (no acreditado)
- Heavenly Days (1944) - Sunday Editor (no acreditado)
- She's a Sweetheart (1944) - General
- Destiny (1944) - Alcaide (no acreditado)
- Sheriff of Las Vegas (1944) - Arthur Stanton
- Forever Yours (1945) - Williams
- Dillinger (1945) - Dr. Rex Spang (no acreditado)
- Circumstantial Evidence (1945) - Alcaide
- Escape in the Desert (1945) - Jefe del FBI (no acreditado)
- Thrill of a Romance (1945) - Conserje #2 del hotel Monte Belva (no acreditado)
- A Sporting Chance (1945) - John Smalley
- Out of This World (1945) - Doctor (no acreditado)
- The Caribbean Mystery (1945) - Dr. Herbert Merryman (no acreditado)
- First Yank Into Tokyo (1945) - Coronel Blaine (no acreditado)
- The Royal Mounted Rides Again (1945, serial) - Superintendente MacDonald, de la Policía Montada
- This Love of Ours (1945) - Dr. Melnik
- Dakota (1945) - Dr. Judson
- Allotment Wives (1945) - Deacon Sam
- Black Market Babies (1945) - Mr. Henry Andrews
- Shock (1946) - Dr. Blair (no acreditado)
- Girl on the Spot (1946) - Ridgeway (no acreditado)
- Johnny Comes Flying Home (1946) - Dr. Gunderson (no acreditado)
- Mysterious Intruder (1946) - Dr. Connell (no acreditado)
- The Glass Alibi (1946) - Dr. John F. Lawson
- The French Key (1946) - Walter Winslow
- She Wrote the Book (1946) - Fielding
- The Time of Their Lives (1946) - Mr. Dibbs, curador del museo (no acreditado)
- Dangerous Money (1946) - Médico de a bordo
- Child of Divorce (1946) - Dr. Sterling
- Wife Wanted (1946) - Lowell Cornell (no acreditado)
- Boston Blackie and the Law (1946) - Alcaide Lund (no acreditado)
- San Quentin (1946) - Reverendo Eckles (no acreditado)
- The Thirteenth Hour (1947) - Juez Collins (no acreditado)
- The Beginning or the End (1947) - Ingeniero en jefe (no acreditado)
- A Likely Story (1947) - Médico en ascensor (no acreditado)
- Sarge Goes to College (1947) - Capitán de marines R. S. Handler
- Stepchild (1947) - Judge
- The Pretender (1947) - Charles Lennox
- Magic Town (1947) - Stringer
- Key Witness (1947) - Edward Clemmons
- Bury Me Dead (1947) - Rev. Dr. Foster (no acreditado)
- Cass Timberlane (1947) - Dr. Leskett (no acreditado)
- The Fabulous Texan (1947) - Flanigan (no acreditado)
- Her Husband's Affairs (1947) - Juez (no acreditado)
- Heading for Heaven (1947) - Doctor
- High Wall (1947) - Inspector de policía Harding (no acreditado)
- The Cobra Strikes (1948) - Dr. Keating
- King of the Gamblers (1948) - Juez
- The Fuller Brush Man (1948) - Henry Seward (no acreditado)
- Stage Struck (1948) - Mr. Howard
- Dream Girl (1948) - Juez 'Jed' Allerton (no acreditado)
- Blonde Ice (1948) - Fiscal de distrito Ed Chalmers
- Pitfall (1948) - Ed Brawley
- The Gentleman from Nowhere (1948) - Fiscal de distrito (no acreditado)
- The Girl from Manhattan (1948) - Dr. Moseby
- Sealed Verdict (1948) - Dr. Bossin, médico del ejército de los EE. UU.
- The Dark Past (1948) - Alcaide Benson (no acreditado)
- Every Girl Should Be Married (1948) - Clérigo (no acreditado)
- Alaska Patrol (1949) - Capt. Wright
- The Crime Doctor's Diary (1949) - Alcaide (no acreditado)
- Tulsa (1949) - Buscador de petróleo (no acreditado)
- Sorrowful Jones (1949) - Doctor (no acreditado)
- The Fountainhead (1949) - Cortlandt Official (no acreditado)
- Forgotten Women (1949) - Juez Donnell
- Mighty Joe Young (1949) - Juez (no acreditado)
- Renegades of the Sage (1949) - Brown
- Mark of the Gorilla (1950) -  Alcaide Frank R. Bentley
- Gunmen of Abilene (1950) - Dr. Johnson
- No Man of Her Own (1950) - Ministro (no acreditado)
- Lucky Losers (1950) - David J. Thurstinn
- Pygmy Island (1950) - Oficial del ejército en el Pentágono (no acreditado)
- The Magnificent Yankee (1950) - Mr. Amboy (no acreditado)
- The Flying Missile (1950) - Coronel Halliburton (no acreditado)
- Bowery Battalion (1951) - Coronel Masters
- Up Front (1951) - General (no acreditado)
- Buckaroo Sheriff of Texas (1951) - Gobernador
- That's My Boy (1951) - Doc Hunter
- Purple Heart Diary (1951) - Coronel Tappen
- Elopement (1951) - Dr. Halsey (no acreditado)
- Captain Video (1951, serial) - J. R. Wade, comisionado de seguridad pública (no acreditado)
- Indian Uprising (1952) - Comisionado de asuntos indios (no acreditado)
- Deadline - U.S.A. (1952) - Williams (no acreditado)
- Young Man with Ideas (1952) - Merritt Crayton, abogado (no acreditado)
- Montana Territory (1952) - Banquero (no acreditado)
- Washington Story (1952) - Invitado en la recepción del embajador (no acreditado)
- We're Not Married! (1952) - Capellán Hall (no acreditado)
- Sudden Fear (1952) - Dr. Van Roan (no acreditado)
- Ruby Gentry (1952) - Miembro del club en el bar (no acreditado)
- Jack McCall, Desperado (1953) - Coronel Brand
- Rebel City (1953) - Coronel Barnes (no acreditado)
- The President's Lady (1953) - Coronel Green (no acreditado)
- Sky Commando (1953) - General Carson
- Crazylegs (1953) - Presidente de la Asociación de Alumnos de Míchigan (no acreditado)
- Demetrius and the Gladiators (1954) - Senador (no acreditado)
- Seven Angry Men (1955) - Ralph Waldo Emerson (no acreditado)
- The Eternal Sea (1955) - V.I.P. (no acreditado)
- Devil Goddess (1955) - Prof. Carl Blakely
- Autumn Leaves (1956) - Mr. Wetherby
- Three Brave Men (1956) - Almirante retirado (no acreditado)
- Hellcats of the Navy (1957) - Almirante Chester W. Nimitz (uncredited)
- The Lost Missile (1958) - Secretario de Estado
- The Atomic Submarine (1959) - Almirante Terhune
- The Gallant Hours (1960) - Almirante Chester W. Nimitz (no acreditado)
- The Wheeler Dealers (1963) - Hombre de negocios (no acreditado)